# Sericus
Sericus är ett släkte av skalbaggar som beskrevs av Johann Friedrich von Eschscholtz 1829. Sericus ingår i familjen knäppare.
Släktet innehåller bara arten Sericus brunneus.

## Bildgalleri

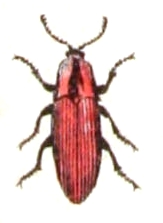